# 祭ばやしが聞こえる
『祭ばやしが聞こえる』（まつりばやしがきこえる）は1977年（昭和52年）10月7日から1978年（昭和53年）3月31日まで日本テレビ系で放送されたテレビドラマ。全26話。第18回日本テレフィルム技術賞受賞。制作にクレジットのある「ニーディー・グリーディー」は、萩原健一自身の事務所である。
1975年にRKB毎日放送が同名のドキュメンタリー番組（木村栄文監督）を制作しているが、テキヤを題材としたもので内容には特に関連性はない。
2024年12月25日に発売されたHDリマスターのDVDとして初めてソフト化された。

## あらすじ
競輪のレース開催中、落車事故により負傷した競輪選手の主人公・沖直次郎が、先輩選手・高橋鷹男の実家の旅館で世話になりながら復帰を目指すドラマ。

## キャスト
- 沖直次郎：萩原健一[1]
- 高橋キク（鷹男の妹）：いしだあゆみ
- 高橋鷹男：山﨑努
- 高橋和子（鷹男の妻）：中原ひとみ
- 高橋ハナ（鷹男とキクの母）：村田知栄子
- 善吉（露天商の親分）：室田日出男
- 福代（善吉の妻）：絵沢萠子
- タイ子：吉田日出子
- 咲江（留吉の妻）：服部妙子
- 留吉（露天商）：湯沢勉
- 今井健二
- 自転車屋の主人：奥村公延
- 井村誠一（競輪選手）：片桐竜次
- 徳永（競輪選手）：勝部演之
- 徳永の妻・房江：赤座美代子
- 河原：下馬二五七
- モモエ：井上聡子
- 中井啓輔
- 松村カネ（高利貸）：清川虹子
- 所（カネの部下）：石田太郎
- 沖 真一郎（直次郎の兄）：西田健 第2話
- 沖 真一郎（直次郎の兄）：樋浦勉
- 沖キン（直次郎の母）：川上夏代
- 沖 健太郎（直次郎の父）：磯野秋雄

### ゲスト
- 谷保（グラフ誌記者）：高津住男（第3話）
- グラフ誌カメラマン：片岡五郎（第3話）
- 信原：寺田農（第4話）
  - キクの元彼のエリートサラリーマン。上司の娘と結婚している。
- 竜二：小原秀明（第5話）
  - 直次郎の高校の後輩。
- 武田（露天商）：矢野宣（第6～7話）
- 須賀邦男：八名信夫（第8話）
- 津田（競輪選手）：小林稔侍（第8話）
- 小諸の赤堀親分：小林重四郎（第16話）
- 谷川：殿山泰司（第21話）
  - 和子の幼馴染み。

## エピソード
萩原健一はこのドラマに出資して、3億円も損をしたと述懐している。もともとはF1をテーマにする予定だったが、予算が数十億円かかるということがネックとなって断念した。アル・パチーノの映画『ボビー・デアフィールド』に刺激されて企画したという。また、脚本家として参加する予定だった市川森一が、NHK大河ドラマ『黄金の日日』に抜擢されて降板してしまったことも痛手だったという。この後、ニーディー・グリーディーは解散となってしまう。
萩原健一といしだあゆみはこのドラマの共演がきっかけで結婚した(後に離婚)。
室田日出男が放送終了一ヶ月前の2月3日、覚醒剤使用の疑いで逮捕（本人は否認）されたため、室田の出演クレジット表示を削った上でオンエアしたという。

## スタッフ
- 企画：梅谷茂（日本テレビ）
- プロデューサー：清水欣也（日本テレビ）、水野昇三（ニーディー・グリーディー）、磯野理（東宝）
- 脚本
  - 石堂淑朗（第1 - 2、4、6 - 7、10、15、18 - 19、24、26話）
  - 大和屋竺（第3、5、8 - 9、12、14、16 - 17、22話）
  - 荒木芳久（第11、21話）
  - 猪又憲吾（第13話）
  - 岩元南（第20、23、25話）
  - 長田紀生（第1 - 2話）

- 監督
  - 工藤栄一（第1 - 2、7 - 8、11 - 12、19 - 22、25 - 26話）
  - 高井牧人（第3 - 4話）
  - 田中徳三（第5 - 6、9 - 10、13 - 14、17 - 18、23 - 24話）
  - 石田勝心（第15 - 16話）
- 音楽：大野克夫
- 主題歌：「祭ばやしが聞こえるのテーマ」柳ジョージ&レイニーウッド
- 制作：ニーディー・グリーディー（萩原健一の事務所）、東宝企画

| 日本テレビ系 金曜劇場 | 日本テレビ系 金曜劇場 | 日本テレビ系 金曜劇場 |
| 前番組                | 番組名                | 次番組                |
| --------------------- | --------------------- | --------------------- |
| ちちんぷいぷい        | 祭ばやしが聞こえる    | ハッピーですか?       |